# Grand Prix automobile de Vancouver

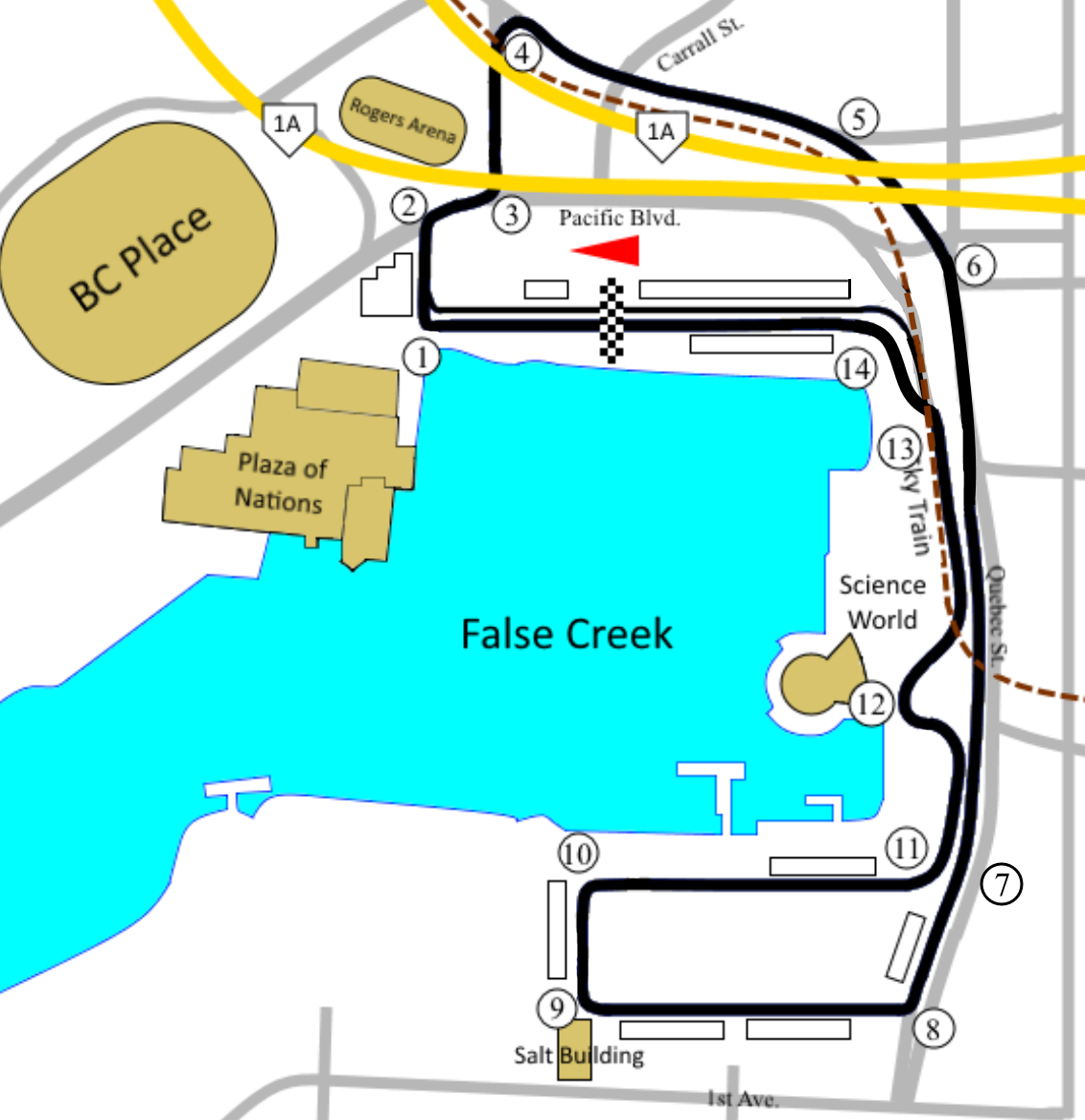

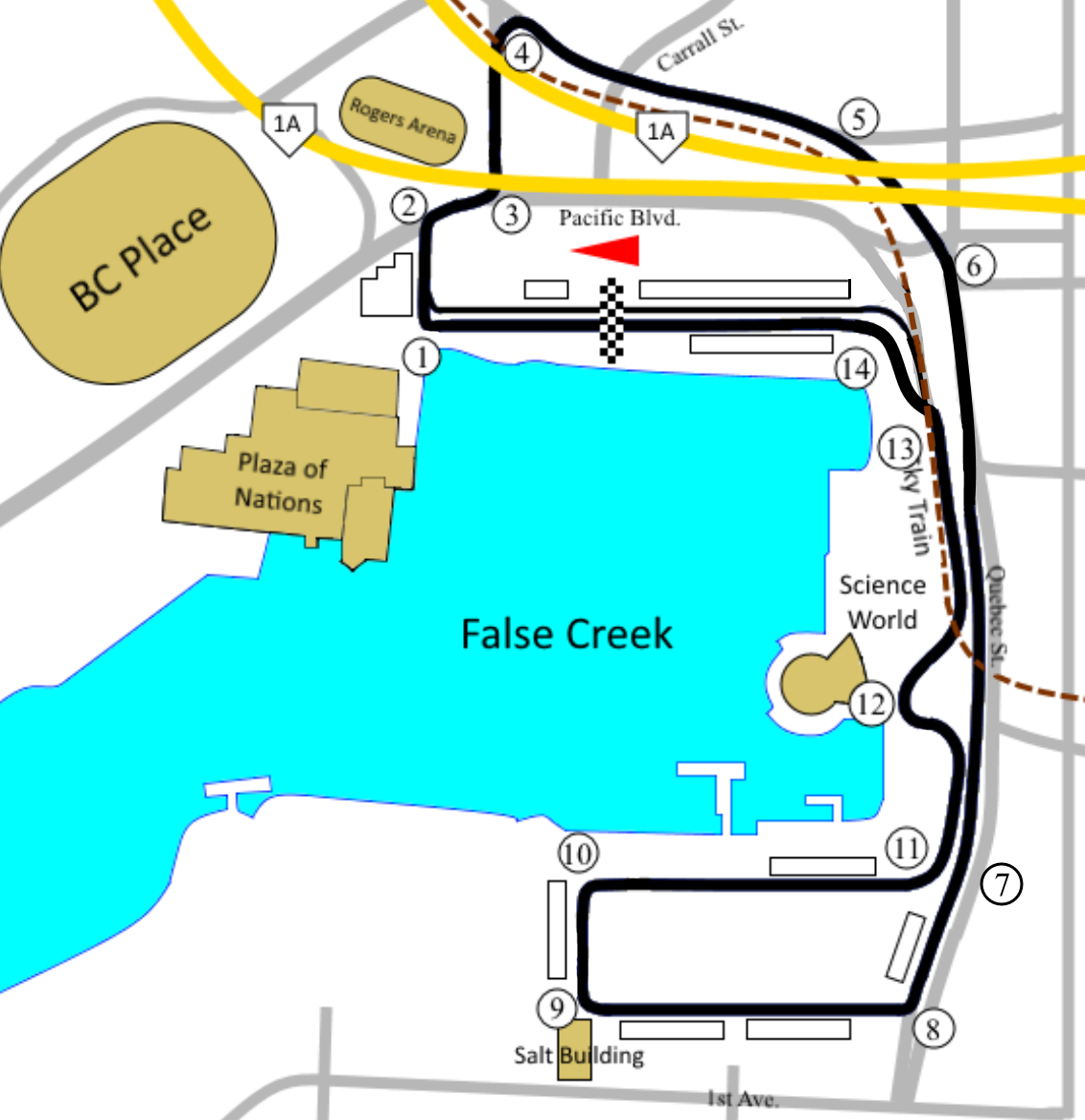
Le Circuit urbaine de Vancouver

Le Grand Prix automobile de Vancouver (officiellement dénommé Molson Grand Prix of Vancouver) était une manche du Champ Car (anciennement CART) se déroulant près de BC Place dans les rues de Vancouver en Colombie-Britannique.
La première édition du Grand Prix fut endeuillée par la mort d'un commissaire qui tentait de remettre une voiture en course et qui fut percuté par la voiture de Willy T. Ribbs. Le circuit, utilisé depuis 1990 fut déplacé, en 1997, plus à l'est de Concord Pacific Place. Ce nouveau tracé n'incluait plus qu'une petite partie de l'original.

## Palmarès
| Année | Vainqueur          | Équipe              | Châssis | Moteur         | Résultat |
| 1990  | Al Unser Jr.       | Galles-Kraco Racing | Lola    | Chevrolet      | Résultat |
| 1991  | Michael Andretti   | Newman/Haas Racing  | Lola    | Chevrolet      | Résultat |
| 1992  | Michael Andretti   | Newman/Haas Racing  | Lola    | Ford           | Résultat |
| 1993  | Al Unser Jr.       | Galles Racing       | Lola    | Chevrolet      | Résultat |
| 1994  | Al Unser Jr.       | Penske Racing       | Penske  | Ilmor          | Résultat |
| 1995  | Al Unser Jr.       | Penske Racing       | Penske  | Mercedes-Ilmor | Résultat |
| 1996  | Michael Andretti   | Newman/Haas Racing  | Lola    | Ford           | Résultat |
| 1997  | Mauricio Gugelmin  | PacWest             | Reynard | Mercedes-Benz  | Résultat |
| 1998  | Dario Franchitti   | Team Green          | Reynard | Honda          | Résultat |
| 1999  | Juan Pablo Montoya | Chip Ganassi Racing | Reynard | Honda          | Résultat |
| 2000  | Paul Tracy         | Team Green          | Reynard | Honda          | Résultat |
| 2001  | Roberto Moreno     | Patrick Racing      | Reynard | Toyota         | Résultat |
| 2002  | Dario Franchitti   | Team Green          | Lola    | Honda          | Résultat |
| 2003  | Paul Tracy         | Forsythe Racing     | Reynard | Ford-Cosworth  | Résultat |
| 2004  | Paul Tracy         | Forsythe Racing     | Lola    | Ford-Cosworth  | Résultat |